# Santuario de Santa María del Aguasanta
El santuario de Santa Maria del Aguasanta o del agua Santa (denominada en el curso de los siglos también como Santa Maria de la Huerta, Santa Maria de Ammonte o también Madonna del Sasso) es un lugar de culto mariano católico de la ciudad de Marino, en la provincia de Roma, en el área de los Castillos Romanos, en la diócesis suburbicaria de Albano. Actualmente está incluido en la parroquia de la basílica de San Barnaba.

## Historia
La imagen de la Madonna vino probablemente realizada entre el IV y el IX siglo, según la tradición popular alrededor del VI siglo, al igual que dejan suponer las modalidades de realización encontradas durante la última restauración de la obra y el hecho que las medidas de la misma sean fácilmente calculables en pies romanos. Después, la imagen fue repintada entre el XII y el XIV siglo y parcialmente remendada alrededor del Quinientos y finalmente en el Setecientos, cuando la orientación de la imagen fue adaptada a la orientación del altar.
Cuando comenzó la veneración de la imagen la misma debía encontrarse en una hornacina, en la entonces calle pública que conducía a Castel Gandolfo y Albano Laziale, correspondiente a la actual vía Antonio Fratti. La imagen estaba al final de una escalera de treinta y cuatro peldaños y que todavía hoy es visible detrás del santuario. La veneración de la imagen está ligada también a un acontecimiento milagroso: se narra que un hombre, mientras montaba a caballo sobre la vía Maremmana Inferior en dirección a Castel Gandolfo y Albano Laziale, perdió el control del animal y a punto estuvo de caer en el precipicio, pero la Madonna intervino para salvarlo. En los siglos sucesivos, otros milagros fueron atribuidos a la Virgen de la Aguasanta: en el 1883 el alto prelado Pietro Rota, arzobispo de Cartagine y canónico regular de la basílica de San Pedro de la Ciudad del Vaticano, hizo realizar un ex voto a Maria para agradecerla haberlo salvado de una caída de su caballo en los senderos al precipicio sobre el Lago Albano; y así muchos otros episodios, también bastante serios.

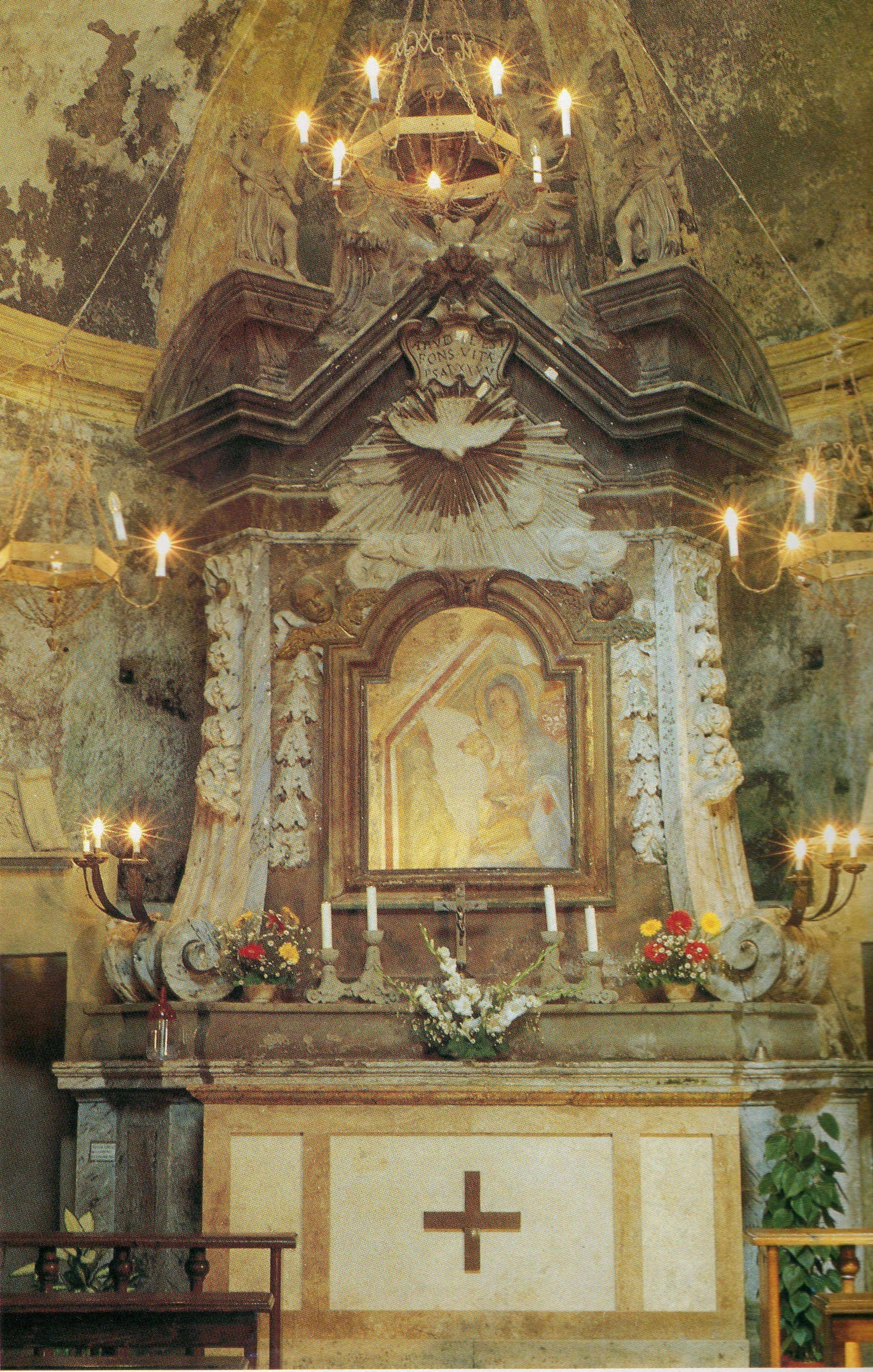
La imagen de la Madonna.

La hornacina fue visitada en el verano de 1260 o a principios de los años setenta del Doscientos por San Bonaventura de Bagnoregio, cardinal obispo de la diócesis suburbicaria de Albano del 1270 al 1274, que absorto mientras rezaba cerca de la imagen mariana tuvo la inspiración para fundar la Arciconfraternitá del Gonfalone de Marino.
Probablemente en el Quinientos la hornacina fue englobada en el primer núcleo del santuario, ya que en el catastro de las propiedades marianas de la familia Columna del 1566 viene mencionada una "iglesia" dedicada a la Madonna. En el curso del Seiscientos se construyó la canónica situada sobre la iglesia, donde desde el 1682 residieron tres anacoretas. El aspecto definitivo del interior del santuario vino determinado por los trabajos efectuados entre el 1693 y el 1720.
El altar rococó fue realizado en el 1759, dos sacerdotes calabreses Giovanni Andrea y Nicola Higo financiaron en el 1788 la construcción del altar lateral del Santissimo Crucifijo, que fue sucesivamente utilizado por la Orden Franciscana, como atestigua el texto puesto sobre el altar. En el 1792 los dos sacerdotes calabreses financiaron nuevamente el santuario, completando la torre de la canónica con otros dos planes y realizando arriba de esta un campanario a vela de pequeñas dimensiones.
El aspecto actual de la fachada del santuario se debe a las intervenciones financiadas en el 1819 por Francesco Fumasoni Rubios y al arquitecto Matteo Lovatti, que realizó aquí una de sus obras más célebres y mejor logradas. Entre el 1823 y el 1824 Máximo de Azeglio, añadió una decoración pictórica en la iglesia hoy perdida.
En el 1926 el noble Riccardo Tuccimei, enfiteuta del santuario en esa época, decidió derribar el campanario de la iglesia, decisión que fue muy protestada por el pueblo.
En los años ochenta del Siglo XX ha sido realizado sobre la imagen sagrada una restauración por el arquitecto Vincenzo Antonelli, que ha conducido a importantes hallazgos en el perfil histórico y artístico.

## Descripción

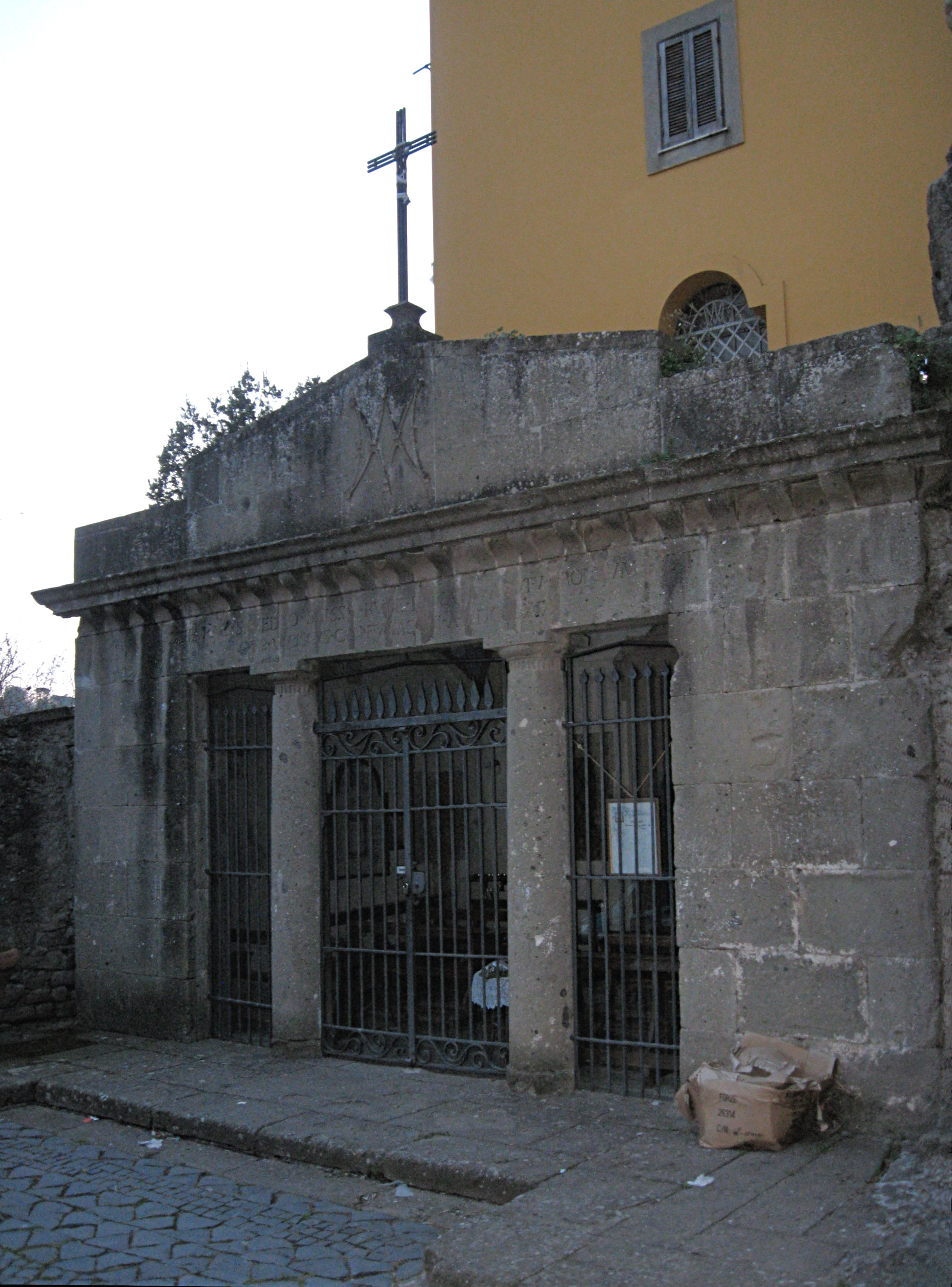
Un detalle de la fachada.

### La fachada
La fachada es del 1819 por el arquitecto Matteo Lovatti, activo en el mismo periodo también que Velletri y Albano Laziale y premiado por sus méritos artísticos con la Orden de San Silvestre Papa, con la financiación del canonígo regular de la basílica de San Barnaba Francesco Fumasoni Rubios.

### La sacristía
El acceso a la sacristía se hace por una puerta de bronce obra reciente del pintor y escultor Stefano Piali (2005

### La torre de la canónica

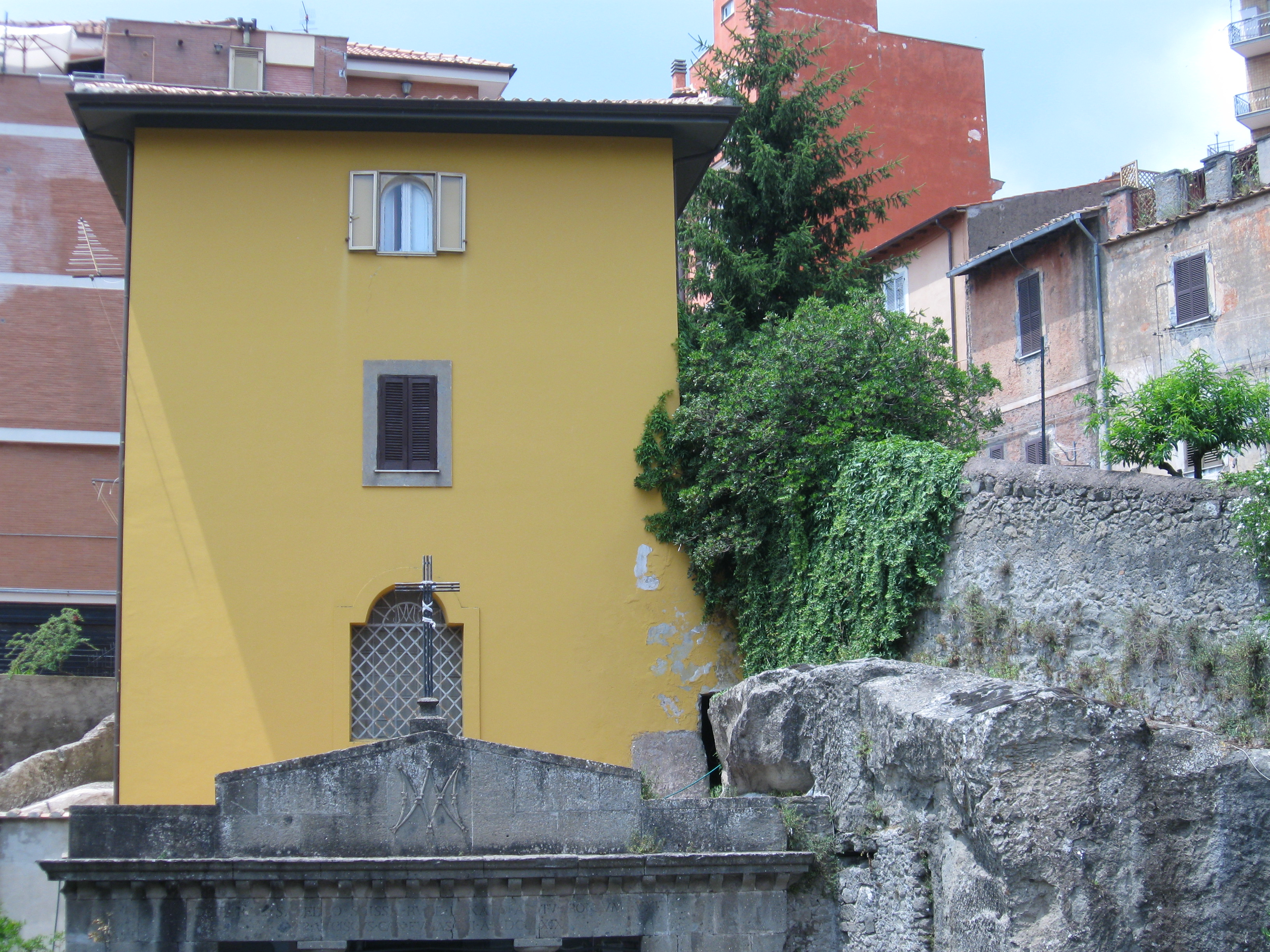
La torre de la canónica.

Sobre la iglesia se eleva una torre ya existente en la segunda mitad del Quinientos. En lo alto de la torre había un pequeño campanario, derribado en los años veinte: de las dos campanas una se perdió, mientras que la otra todavía es utilizada en el interior del santuario. Ambas fueron fundidas en el año 1792.